# Рада Республіки (Білорусь)
Рада Республіки Національних зборів Республіки Білорусь — верхня палата парламенту Республіки Білорусь, створеного за результатами всенародного референдуму в листопаді 1996 року. Почала свою роботу 13 січня 1997 року.
Рада Республіки є палатою територіального представництва. Від кожної області й міста Мінська обираються на засіданнях депутатів місцевих Рад по вісім членів Ради Республіки. У доповнення до них вісьмох членів призначає Президент Білорусі.

## Вибори
Вибори нового складу Ради Республіки призначаються не пізніше чотирьох місяців і проводяться не пізніше 30 днів до завершення повноважень палати чинного скликання.
Позачергові вибори Ради Республіки проводяться упродовж трьох місяців з дня дострокового припинення повноважень палати Парламенту.

## Критерії для висування кандидатур
Членом Ради Республіки може бути громадянин Республіки Білорусь, який досягнув 30 років та прожив на території відповідної області чи міста Мінська не менше п'яти років.
Одна й та сама особа не може одночасно бути членом двох палат Парламенту. Член Ради Республіки не може бути одночасно членом Уряду. Не допускається суміщення обов'язків члена Ради Республіки з одночасним зайняттям посади Президента чи судді.

## Терміни повноважень
Термін повноважень Парламенту — чотири роки. Повноваження Парламенту можуть бути продовжені на підставі закону тільки у разі війни.
У випадках та у порядку, передбачених Конституцією, повноваження Ради Республіки можуть бути припинені достроково. З припиненням повноважень Ради Республіки за рішенням Президента можуть бути також припинені повноваження відповідно Палати представників.
Повноваження Ради Республіки можуть бути також достроково припинені на підставі висновку Конституційного Суду у разі систематичного чи грубого порушення палатою Конституції.

## Сесії
Перша після виборів сесія скликається Центральною комісією з виборів та проведення республіканських референдумів та починає свою роботу не пізніше, ніж за 30 днів після виборів. Відлік тридцятиденного терміну для скликання й початку роботи першої сесії Ради Республіки здійснюється з дня першого засідання депутатів місцевих Рад депутатів базового рівня з виборів членів Ради Республіки від області чи міста Мінська.
Палата збирається на дві чергові сесії на рік.
Перша сесія відкривається 2 жовтня; її тривалість не може перевищувати 80 днів.
Друга сесія відкривається 2 квітня; її тривалість не може перевищувати 90 днів.
Якщо 2 жовтня чи 2 квітня припадає на неробочий день, то сесія відкривається у перший наступний за ним робочий день.
Рада Республіки у разі особливої необхідності скликається на позачергову сесію за ініціативою Президента, а також на вимогу більшістю не менше двох третин голосів від повного складу палати за певним порядком денним.
Позачергові сесії скликаються указами Президента.

## Структура
Рада Республіки обирає зі свого складу голову Ради Республіки та його заступника.
Голова Ради Республіки, його заступник проводять засідання й завідують внутрішнім розпорядком палати.
Рада Республіки зі свого складу обирає постійні комісії та інші органи для проведення законопроєктної роботи, попереднього розгляду й підготовки питань, що належать до відомства палати.

## Повноваження
Рада Республіки:
- схвалює чи відхиляє прийняті Палатою представників проєкти законів про внесення змін і доповнень до Конституції, про тлумачення Конституції, проєкти інших законів;
- дає згоду на призначення Президентом голови Конституційного Суду, голови та суддів Верховного Суду, голови та суддів Вищого господарського суду, голови Центральної комісії з виборів та проведення республіканських референдумів, Генерального прокурора, голови та членів правління Національного банку;
- обирає шістьох суддів Конституційного Суду;
- обирає шістьох членів Центральної комісії Республіки Білорусь з виборів та проведення республіканських референдумів;
- скасовує рішення місцевих Рад депутатів, які не відповідають законодавству;
- ухвалює рішення про розпуск місцевих Рад депутатів у разі систематичного чи грубого порушення ними вимог законодавства і в інших випадках, передбачених законом;
- розглядає висунуте Палатою представників звинувачення проти Президента у скоєнні державної зради чи іншого тяжкого злочину, приймає рішення про його розслідування. За наявності підстав більшістю не менше двох третин голосів від повного складу приймає рішення про усунення Президента від посади;
- розглядає укази Президента про запровадження надзвичайного, воєнного стану, повної або часткової мобілізації та не пізніше, ніж у триденний термін після їх внесення приймає відповідне рішення.

Рада Республіки може ухвалювати рішення з інших питань, якщо це передбачено конституцією.

## Недоторканність
Члени Ради Республіки мають недоторканність під час висловлювання своєї думки та здійснення своїх повноважень. Це не стосується до звинувачення їх у наклепі та образі.
Упродовж терміну своїх повноважень члени Ради Республіки можуть бути заарештовані, іншим чином позбавлені особистої свободи тільки за попередньої згоди палати, за винятком скоєння державної зради чи іншого тяжкого злочину, а також затримання на місці скоєння злочину.
Кримінальна справа відносно члена Ради Республіки розглядається Верховним Судом.

## Засідання
Засідання палати є відкритими. Рада Республіки, якщо цього потребують інтереси держави, може ухвалити рішення щодо проведення закритого засідання більшістю голосів від її повного складу. Під час засідань, в тому числі й закритих, Президент, його представники, Прем'єр-міністр і члени Уряду можуть виступати поза чергою стільки разів, скільки вони потребують.
Одне засідання на місяць резервується для питань депутатів членів Ради Республіки та відповідей Уряду.
Член Ради Республіки має право звернутись із запитом до Прем'єр-міністра, членів Уряду, керівників державних органів, які утворюються чи обираються Парламентом. Запит має бути включений до порядку денного палати. Відповідь на питання належить надати упродовж двадцяти сесійних днів у порядку, встановленому палатою.
Засідання палати вважається правомірним за умов, що на ньому є присутніми не менше двох третин депутатів членів Ради Республіки від повного складу палати.

## Голосування
Голосування в Раді Республіки відкрите та здійснюється особисто членом Ради Республіки шляхом подання голосу «за» чи «проти». Таємне голосування проводиться тільки під час вирішення кадрових питань.

## Рішення
Рішення Ради Республіки приймаються у формі постанов.
Рішення палати вважаються ухваленими за умов, що за них проголосувала більшість від повного складу палат, якщо інше не передбачено Конституцією.
Порядок діяльності Ради Республіки, її органів, членів Ради Республіки визначається регламентом палати, який підписується головою палати.

## Голови
- Павло Шипук (13.01.1997 — 19.12.2000)
- Олександр Войтович (19.12.2000 — 28.07.2003)
- Геннадій Новицький (28.07.2003 — 27.09.2008)
- Борис Батура (31.09.2008 — 24.05.2010)
- Анатолій Рубінов (24.05.2010 — 16.05.2015)
- Михайло М'ясникович (16.05.2015 — 05.12.2019)
- Наталя Кочанова (05.12.2019 — наш час)